# Hypena cervinalis
Hypena cervinalis là một loài bướm đêm trong họ Erebidae.